# 애덤 로덴버그
애덤 로덴버그(Adam Rothenberg, 1975년 6월 20일 ~ )는 미국의 배우이다.

## 출연

### 영화
- 《이민자》
- 《파운더》

### 텔레비전
- 《하우스 (드라마)》
- 《퍼슨 오브 인터레스트》
- 《앨커트래즈 (드라마)》
- 《엘리멘트리》
- 《리퍼 스트리트》
- 《캐슬록 (TV 드라마)》

### 연극
- 《욕망이라는 이름의 전차》
- 《존 패트릭 섄리》
- 《윈더미어 부인의 부채》
- 《인형의 집 (희곡)》